# Immanuel ben Salomon
Immanuel de Rome (hébreu : עמנואל בן שלמה בן יקותיאל הצפרוני Immanuel ben Salomon ben Yekouthiel HaTzafroni ; italien : Immanuel Romano ou Manoello Giudeo) est un poète, exégète, grammairien et érudit juif des XIIIe et XIVe siècles (Rome, v. 1270 - Fermo, v. 1330).

## Éléments biographiques
Immanuel ben Salomon naît dans une famille importante et aisée de Rome. Son talent poétique semble s’être manifesté précocement, et bien qu’il reçoive une éducation poussée dans l'ensemble des domaines juifs et profanes de son temps (Bible et Talmud, mathématiques et astronomie, médecine, philosophie), il se dévoue à l’étude de la rime, prend des leçons de versification et lit les œuvres des grands poètes juifs et chrétiens. Il mentionne parmi ses maîtres Benjamin ben Yoav et son cousin Daniel. Il a également été stimulé dans l'étude de la poésie par son cousin Judah ben Moses Romano, l’un des principaux philosophes de son temps, et pourrait avoir étudié auprès de Zerahia Gracian (Hen).
Il occupe une position très éminente auprès des Juifs de Rome, peut-être président ou secrétaire de la communauté locale, prêche lors du Jour du Grand Pardon et en d'autres occasions. 
Il connaît cependant un revers de fortune en 1325, et se retrouve totalement démuni. Contraint de quitter sa maison, « courbé par la pauvreté et le double fardeau des ans, » il parcourt les routes d’Italie, avant de trouver refuge à Fermo, dans la Marche d'Ancône, en 1328. Son mécène, un certain Daniel (?), l’entretient dans son vieil âge et lui permet de se consacrer à sa poésie.

## Œuvre
Immanuel a abordé de nombreux domaines, bien qu'il se soit limité à des sujets juifs. 

### Linguistique
À l'exception du poème d'introduction, la première œuvre d'Immanuel a été perdue ; elle traitait du symbolisme des lettres, populaire en ce temps.
Son second travail, Even Bohan (Pierre de Touche, à ne pas confondre avec le traité homonyme de Menahem ben Salomon), concerne l'herméneutique biblique. Divisé en quatre parties et 175 chapitres, il traite d'orthographe, de grammaire et d'autres sujets nécessaires à l'exégèse, comme la syncope, les additions, les omissions et la métathèse. 

### Exégèse
Immanuel de Rome a rédigé des commentaires sur la quasi-totalité de la Bible hébraïque, mais seule une partie en a été préservée. 
Il interprète, à l'instar de ses contemporains juifs et chrétiens, la Bible de façon allégorique, symbolique et mystique, y instillant ses propres opinions philosophiques et religieuses ; il précise toutefois que le sens simple des versets est à placer au-dessus du niveau symbolique.
Le commentaire est peu original, et a pour mérite principal de rendre les œuvres d'autres exégètes et philosophes accessibles à ses contemporains. 
Les commentaires sur le Livre des Proverbes a été imprimé dans l'édition des Hagiographes (Naples, 1487) ; l'abbé Perreau a publié les commentaires sur les Cinq Rouleaux et les Psaumes (i.-lxxv.). Les autres sont préservés en manuscrit à Parme et Munich.

### Poésie
Érudit moyen malgré sa grande culture, Immanuel de Rome se révèle bien meilleur poète. Enfant de son temps, sensible à la vie sociale et intellectuelle dans l'Italie de ce temps, il adopte un ton léger et humoristique, fort courant à cette époque, qui lui permet de traiter de sujets délicats de façon à la fois spirituelle et élégante. Il introduit la forme du sonnet depuis la littérature italienne vers l'hébreu, utilisant la rime alternée au lieu de la rime simple.
Bien qu'il ait écrit en hébreu et en italien, les compositions dans cette langue se sont pour la plupart perdues. Il traite des conditions politiques et religieuses de son époque, avec un ton qui n'est pas sans rappeler Dante, qu'Immanuel connaissait et auquel il a été comparé par ses contemporains.

#### LesMa'hberot
Immanuel recueille ses poèmes hébraïques dans son vieil âge, lors de son séjour chez son mécène de Fermo, sous le titre de Me'haberot (ou Ma'hberot). Il les arrange de façon à donner l’impression qu’ils ont été composés au cours de leurs échanges, alors qu’il les a écrits à différentes périodes de sa vie, traitant de tous les évènements et épisodes de la vie juive dont il a été témoin ou acteur. Ces poèmes embrassent une grande variété de thèmes, souvent confondus. 
Le langage qu’il utilise est savoureux et difficilement traduisible car il pastiche et détourne quantité de sentences bibliques et talmudiques, truffant en outre ses phrases d’allusions et de jeux de mots.
Son 28e et dernier poème, intitulé HaTofet vehaEden (« Enfer et Paradis »), décrit une vision où le poète, âgé de soixante ans, se retrouve accablé par la conscience de ses fautes et la peur de son devenir dans l’au-delà. Un ami récemment décédé, Daniel, lui apparaît et lui propose de le guider au travers des tortures du Tophet et des jardins en fleurs dans lesquels reposent les bienheureux.
L’influence de la Divine Comédie est évidente, certains ayant été jusqu’à voir en Daniel un hommage à Dante lui-même mais cette théorie ne peut se tenir. Le poème d'Immanuel n’égale pas son modèle en profondeur, ni en sublime ou en subtilité mais la description qu’il fait de l’au-delà est moins dogmatique et décrit mieux la nature humaine ; de plus, alors que Dante exclut les non-chrétiens de la félicité éternelle, Immanuel adopte un point de vue humaniste et tolérant, faisant peu de cas de la religion. 
Immanuel de Rome sera sévèrement critiqué par les générations ultérieures pour la légèreté avec laquelle il traite de ses sujets, y compris les thèmes religieux, et pour ses fréquents recours à des images « frivoles, lascives et érotiques » : Moïse da Rieti l’exclut de la galerie des grands sages juifs qu’il établit dans son Mikdash Me'at (composé vers 1420) ; Joseph Caro proscrit la lecture de ses poèmes le Chabbat et la décourage en général ; Immanuel Frances (XVIIe siècle) censure ses « chants libertins » et engage les auteurs de poèmes d’amour à ne pas imiter son style.
Cependant, la piété n’est pas absente de cette œuvre et certaines pièces invitent même à la pénitence et à l’ascèse.
Imprimés pour la première fois à Brescia en 1491, les Ma'hberot ont connu d’autres éditions, la dernière étant celle de Lemberg (Lviv), en 1870. Des essais de traduction en allemand et en italien ont été tentés pour l’introduction et le dernier poème.

## Sources
- Cet article contient des extraits de l'article « Immanuel ben Solomon ben  Jekuthiel » par Richard Gottheil & Ismar Elbogen de la Jewish Encyclopedia de 1901–1906 dont le contenu se trouve dans le domaine public.